# Tobias cornutus
Tobias cornutus là một loài nhện trong họ Thomisidae.
Loài này thuộc chi Tobias. Tobias cornutus được Władysław Taczanowski miêu tả năm 1872.